# Georges Lemaître
Fader Georges Henri Joseph Édouard Lemaître, född 17 juli 1894 i Charleroi i Belgien, död 20 juni 1966 i Leuven i Belgien, var en belgisk katolsk präst och astronom. Han är mest känd som en av grundarna av Big bang-teorin. 

## Biografi
Lemaître fick som ung en humanistisk utbildning på jesuitskolan i Charleroi. Han var intresserad både av naturvetenskap och teologi. Han studerade ingenjörsvetenskap på Katolska universitetet i Leuven, men avbröt frivilligt studierna under första världskriget och anmälde sig till infanteriet. När kriget var över tog han sin examen med specialisering i matematik. Teologistudier följde och 1923 prästvigdes han. Samtidigt med studierna skrev han en uppsats om Albert Einsteins fysik, en uppsats som belönades med ett stipendium för att studera utomlands. Han studerade 1923–1924 i Cambridge i England under ledning av Arthur Eddington och därefter vid Harvard och MIT, Massachusetts Institute of Technology i USA och doktorerade i fysik vid MIT.
Den ryske fysikern Aleksandr Fridman hade 1922 upptäckt lösningar till Einsteins allmänna relativitetsteori som tillät ett expanderande universum. Ovetande om Fridmans upptäckt kom Lemaître fram till samma lösningar. Han förklarade i en tidskriftsartikel 1927 att rödförskjutningen av ljuset från avlägsna galaxer berodde på universums expansion. Artikeln fick dock liten spridning i den tidens akademiska kretsar. 1945 lanserade Lemaître hypotesen om en ”uratom”. Med begreppet menade han att universum började som en instabil singularitet, det som senare skulle kallas Big Bang. Idén om ”uratom” eller Big Bang blev allmänt accepterad på 1960-talet genom upptäckten av den kosmiska bakgrundsstrålningen. Hubbles lag, som ger ett värde på hur snabbt universum expanderar, kallas även Hubble-Lemaîtres lag.

## Tro och vetenskap
Georges Lemaître var också präst i den katolska kyrkan, men han var noga med att skilja på de två rollerna. Han hade i sin ungdom gjort försök att tolka Bibeln i ljuset av naturvetenskapens verklighetsuppfattning. Denna ”konkordism” övergav han dock helt, delvis under inflytande av Eddington som var starkt troende kristen. Vetenskapen måste följa vetenskapliga metoder, medan den religiösa tron alltid måste vara kopplad till en inre religiös upplevelse, menade Eddington.
Lemaître blev medlem i Påvliga vetenskapsakademin 1936 och från 1960 dess ordförande. 1951 höll påven Pius XII ett tal till akademien med titeln "Bevisen för Guds existens i ljuset av modern naturvetenskap". Pius hade god vetenskaplig bildning och ett stort intresse för astronomi. Han såg i Big Bang-teorin, uratom-teorin, en tydlig likhet till Bibelns skapelseberättelse. Påvens konkordism gjorde Lemaître irriterad, eftersom den stred mot den senares strävan att tydligt skilja mellan tro och vetenskap. Han befarade att uratom-teorin skulle komma att ses som en religiös teori, inte som en vetenskaplig hypotes. Farhågan var inte obefogad för det fanns oförstående forskare som kom att tillskriva honom åsikter han inte hade.

## Utmärkelser
- 1934 Francquipriset
- 1953 Eddington-medaljen
- Asteroiden 1565 Lemaître[15]
- ESA:s Automated transfer vehicle ATV-005 Georges Lemaître var uppkallad efter honom.

### Fotnoter
1. 1 2  Gemeinsame Normdatei, Deutsche Nationalbibliotheks katalog-id-nummer: 1195265147749153-1, läst: 11 mars 2024.[källa från Wikidata]
2. 1 2  MacTutor History of Mathematics archive, läst: 22 augusti 2017.[källa från Wikidata]
3. 1 2  SNAC, SNAC Ark-ID: w6jt1nc7, läs online, läst: 9 oktober 2017.[källa från Wikidata]
4. ↑  flera författare, Kungliga belgiska vetenskapsakademin (red.), Biographie nationale de Belgique, no value, Biographie nationale de Belgique-ID: georges-lemaitre, läst: 9 oktober 2017.[källa från Wikidata]
5. ↑  läs online, Springer .[källa från Wikidata]
6. ↑  läs online, Encyclopædia Britannica .[källa från Wikidata]
7. ↑  Find a Grave, Find A Grave-ID: 39553567, läs online, läst: 17 mars 2021.[källa från Wikidata]
8. 1 2 3 4  MacTutor History of Mathematics archive.[källa från Wikidata]
9. ↑  Mathematics Genealogy Project.[källa från Wikidata]
10. 1 2 3 4 5  ODIS, ODIS-ID: PS_8795, läst: 13 augusti 2022.[källa från Wikidata]
11. ↑  MacTutor History of Mathematics archive, MacTutor biografi-ID: Lemaitre, läst: 17 mars 2021.[källa från Wikidata]
12. ↑  läs online, www1.villanova.edu .[källa från Wikidata]
13. 1 2  ”Lemaître, Charles Henri”. Chambers biographical dictionary (6. ed.). Edinburgh: Chambers. 1997. Libris 5041761. ISBN 0-550-16060-4
14. 1 2 3  Núñes de Castro, Ignacio (2025). ”Vetenskap och tro hos Georges Lemaître”. Signum (2025:1):  sid. 19-26. ISSN 0347-0423.
15. ↑  Schmadel, Lutz D. (2007). Dictionary of Minor Planet Names – (1565) Lemaître. Springer Berlin Heidelberg. sid. 124. ISBN 978-3-540-29925-7. https://link.springer.com/referenceworkentry/10.1007/978-3-540-29925-7_1566. Läst 29 augusti 2017